# 塞巴斯蒂安·布兰特
塞巴斯蒂安·布兰特（德語：Sebastian Brant，或Sebastian Brandt，1458年—1521年5月21日），是文艺复兴时期欧洲德意志的诗人。他的一生主要写作讽刺作品，代表作為出版於1494年的《愚人船》。

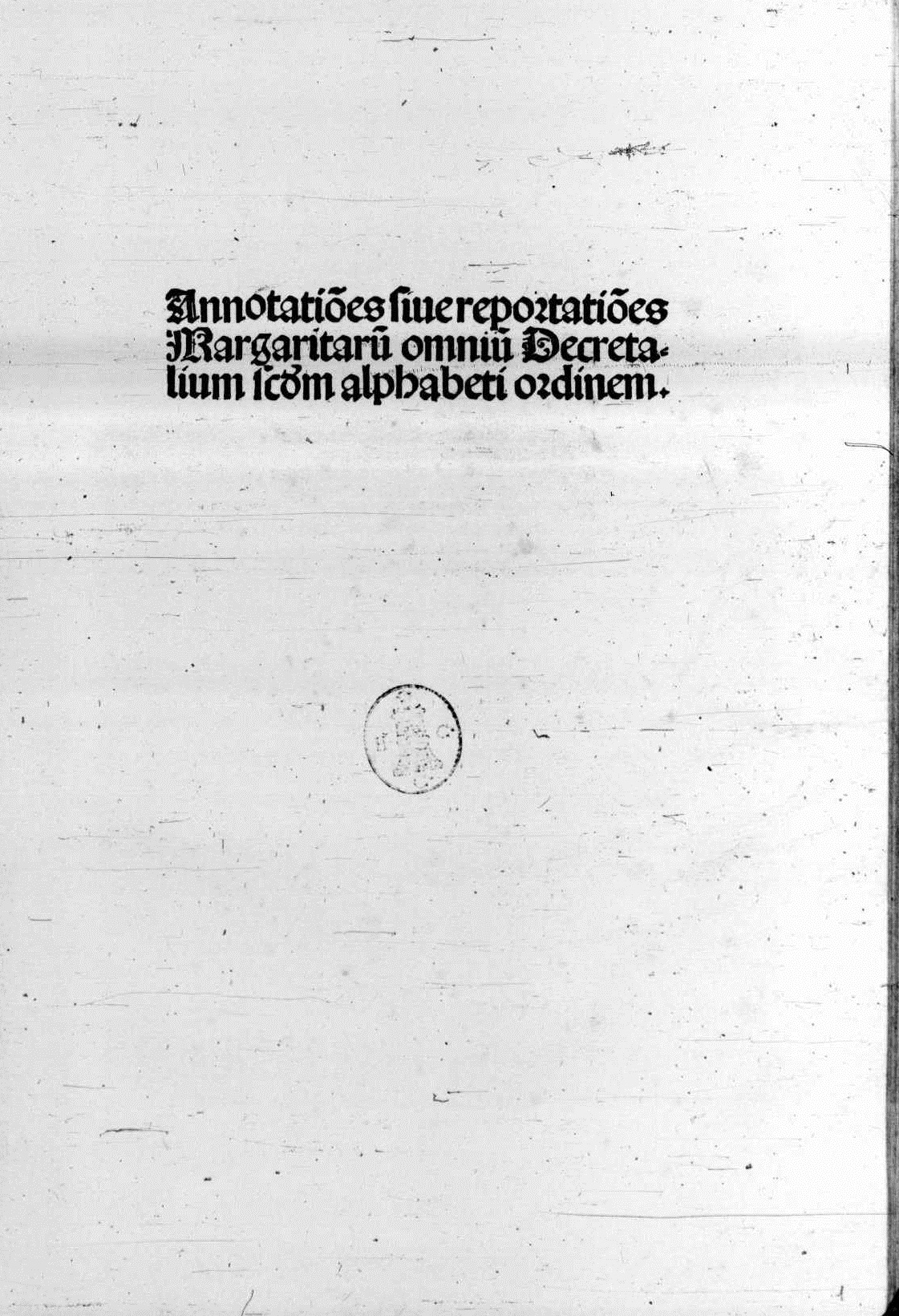
Margarita Decretalium, 1496

## 扩展阅读
- C. H. Herford, The Literary Relations of England and Germany in the 16th Century (1886). Discusses the influence of Brant in England.